# EHF Cup vrouwen 2014/15
Aan de EHF Cup 2014/15 namen 41 handbal-verenigingen deel, die zich in het voorgaande seizoen via de landencompetities hebben gekwalificeerd. De 40e editie van de EHF-Cup werd gewonnen door de Deense vereniging Team Tvis Holstebro.

## 2e ronde
Er namen 18 teams deel. 
 De loting vond plaats op 22 juli 2014 in Wenen. De heenwedstrijden vonden plaats op 17-19 oktober 2014. De returnwedstrijden vonden plaats op 25-26 oktober 2014.

### Gekwalificeerde teams
| - Tecton WAT Atzgersdorf - Fémina Visé - HK Homel - DHK Baník Most - Kyndil Tórshavn - Olympia HC-London - Anagennisi Artas - O.F.N. Ionias - ÍB Vestmannaeyja | - Bnei Hertzeliya - Jomi Salerno - KHF Kastrioti - HB Dudelange - LC Brühl Handball - SPONO Nottwil - IUVENTA Michalovce - Ankara Yenimahalle BSK - HK Karpaty |

### Uitslagen
| Team 1                                   | Team 2                                                            | Heenwedstrijd        | Returnwedstrijd      | Totaal  |
| ---------------------------------------- | ----------------------------------------------------------------- | -------------------- | -------------------- | ------- |
| Tecton WAT Atzgersdorf Altina Berisha 17 | O.F.N. Ionias Lamprini Tsakalou 16                                | 18.10.2014 18:00 uur | 25.10.2014 18:00 uur | 49 : 72 |
| Tecton WAT Atzgersdorf Altina Berisha 17 | O.F.N. Ionias Lamprini Tsakalou 16                                | 22 : 34 (11 : 15)    | 27 : 38 (14 : 21)    | 49 : 72 |
| Tecton WAT Atzgersdorf Altina Berisha 17 | O.F.N. Ionias Lamprini Tsakalou 16                                | 550 toeschouwers     | 250 toeschouwers     | 49 : 72 |
| IUVENTA Michalovce Tetyana Trehubova 14  | KHF Kastrioti Kaltrina Beka 14                                    | 18.10.2014 17:30 uur | 19.10.2014 15:00 uur | 75 : 34 |
| IUVENTA Michalovce Tetyana Trehubova 14  | KHF Kastrioti Kaltrina Beka 14                                    | 44 : 14 (21 : 09)    | 31 : 20 (17 : 10)    | 75 : 34 |
| IUVENTA Michalovce Tetyana Trehubova 14  | KHF Kastrioti Kaltrina Beka 14                                    | 1000 toeschouwers    | 250 toeschouwers     | 75 : 34 |
| Kyndil Tórshavn Anna Brimnes 14          | Fémina Visé Kristien Leonaers, Sara Marteleur, Annelies Penders 7 | 18.10.2014 17:00 uur | 19.10.2014 17:00 uur | 36 : 42 |
| Kyndil Tórshavn Anna Brimnes 14          | Fémina Visé Kristien Leonaers, Sara Marteleur, Annelies Penders 7 | 15 : 22 (08 : 13)    | 21 : 20 (08 : 11)    | 36 : 42 |
| Kyndil Tórshavn Anna Brimnes 14          | Fémina Visé Kristien Leonaers, Sara Marteleur, Annelies Penders 7 | 250 toeschouwers     | 300 toeschouwers     | 36 : 42 |
| Ankara Yenimahalle BSK Yeliz Özel 18     | HK Homel Julija Andrijtschuk 13                                   | 19.10.2014 17:00 uur | 25.10.2014 17:00 uur | 57 : 47 |
| Ankara Yenimahalle BSK Yeliz Özel 18     | HK Homel Julija Andrijtschuk 13                                   | 33 : 22 (20 : 13)    | 24 : 25 (09 : 11)    | 57 : 47 |
| Ankara Yenimahalle BSK Yeliz Özel 18     | HK Homel Julija Andrijtschuk 13                                   | 1.100 toeschouwers   | 800 toeschouwers     | 57 : 47 |
| Olympia HC-London Linda Bourkab 7        | HK Karpaty Daryna Kot 12                                          | 18.10.2014 17:00 uur | 19.10.2014 17:00 uur | 16 : 77 |
| Olympia HC-London Linda Bourkab 7        | HK Karpaty Daryna Kot 12                                          | 10 : 39 (07 : 21)    | 06 : 38 (01 : 19)    | 16 : 77 |
| Olympia HC-London Linda Bourkab 7        | HK Karpaty Daryna Kot 12                                          | 700 toeschouwers     | 300 toeschouwers     | 16 : 77 |
| HB Dudelange Kim Wirtz 7                 | Anagennisi Artas Zofia Dimitriou 8                                | 25.10.2014 20:30 uur | 26.10.2014 18:00 uur | 37 : 33 |
| HB Dudelange Kim Wirtz 7                 | Anagennisi Artas Zofia Dimitriou 8                                | 15 : 18 (07 : 09)    | 22 : 15 (08 : 06)    | 37 : 33 |
| HB Dudelange Kim Wirtz 7                 | Anagennisi Artas Zofia Dimitriou 8                                | 200 toeschouwers     | 300 toeschouwers     | 37 : 33 |
| LC Brühl Handball Azra Mustafoska 12     | DHK Baník Most Simona Szarková 13                                 | 18.10.2014 17:30 uur | 25.10.2014 18:00 uur | 46 : 52 |
| LC Brühl Handball Azra Mustafoska 12     | DHK Baník Most Simona Szarková 13                                 | 21 : 27 (09 : 15)    | 25 : 25 (11 : 12)    | 46 : 52 |
| LC Brühl Handball Azra Mustafoska 12     | DHK Baník Most Simona Szarková 13                                 | 450 toeschouwers     | 750 toeschouwers     | 46 : 52 |
| SPONO Nottwil Rahel Furrer 14            | Bnei Hertzeliya Nathalie Lucie Bertaut 15                         | 25.10.2014 18:00 uur | 26.10.2014 18:00 uur | 74 : 39 |
| SPONO Nottwil Rahel Furrer 14            | Bnei Hertzeliya Nathalie Lucie Bertaut 15                         | 34 : 20 (15 : 11)    | 40 : 19 (20 : 06)    | 74 : 39 |
| SPONO Nottwil Rahel Furrer 14            | Bnei Hertzeliya Nathalie Lucie Bertaut 15                         | 350 toeschouwers     | 400 toeschouwers     | 74 : 39 |
| Jomi Salerno Elena Laura Avram 13        | ÍB Vestmannaeyja Jóna Sigríður Halldórsdóttir 15                  | 17.10.2014 18:30 uur | 18.10.2014 18:30 uur | 61 : 49 |
| Jomi Salerno Elena Laura Avram 13        | ÍB Vestmannaeyja Jóna Sigríður Halldórsdóttir 15                  | 27 : 24 (14 : 14)    | 34 : 25 (18 : 11)    | 61 : 49 |
| Jomi Salerno Elena Laura Avram 13        | ÍB Vestmannaeyja Jóna Sigríður Halldórsdóttir 15                  | 320 toeschouwers     | 500 toeschouwers     | 61 : 49 |

## 3e ronde
Aan de 3e ronden namen de 9 winnaars van de 2e ronde deel, alsmede de 23 teams die vanaf ronde 3 instromen. De loting van de 3e ronde vond plaats op 22 juli 2014 in Wenen.
 De heenwedstrijden vonden plaats op 15-16 november 2014. De returnwedstrijden vonden plaats op 22-23 november 2014.

### Gekwalificeerde teams
| - O.F.N. Ionias - IUVENTA Michalovce - Fémina Visé - DHK Baník Most - Ankara Yenimahalle BSK - HK Karpaty - Team Esbjerg - Team Tvis Holstebro - BM Bera Bera - Rocasa Ace Gran Canaria - Issy Paris Hand - Buxtehuder SV - TSV Bayer 04 Leverkusen - Dunaújvárosi Kohász Kézilabda Akadémia - Érdi VSE - ŽRK Vardar | - Succes Schoonmaak / VOC Amsterdam - HB Dudelange - SPONO Nottwil - Jomi Salerno - Stabæk Håndball - KGHM Metraco Zagłębie Lubin - Alavarium / Love Tiles - ASC Corona 2010 Brașov - HC Dunărea Brăila - GK Astrachanotschka - Lada Toljatti - GK Rostov aan de Don - RK GEN-I Zagorje - H 65 Höör - LUGI HF - Muratpaşa Belediyesi SK |

### Uitslagen
| Team 1                                                                    | Team 2                                                 | Heenwedstrijd        | Returnwedstrijd      | Totaal  |
| ------------------------------------------------------------------------- | ------------------------------------------------------ | -------------------- | -------------------- | ------- |
| Érdi VSE Kinga Klivinyi, Anna Kovács 10                                   | SPONO Nottwil Rahel Furrer 10                          | 15.11.2014 15:30 uur | 16.11.2014 15:30 uur | 65 : 39 |
| Érdi VSE Kinga Klivinyi, Anna Kovács 10                                   | SPONO Nottwil Rahel Furrer 10                          | 33 : 18 (17 : 09)    | 32 : 21 (18 : 08)    | 65 : 39 |
| Érdi VSE Kinga Klivinyi, Anna Kovács 10                                   | SPONO Nottwil Rahel Furrer 10                          | 1.200 toeschouwers   | 550 toeschouwers     | 65 : 39 |
| H 65 Höör Jennie Linnéll 12                                               | HK Karpaty Daryna Kot 20                               | 15.11.2014 15:00 uur | 22.11.2014 18:00 uur | 58 : 55 |
| H 65 Höör Jennie Linnéll 12                                               | HK Karpaty Daryna Kot 20                               | 30 : 21 (15 : 13)    | 28 : 34 (14 : 18)    | 58 : 55 |
| H 65 Höör Jennie Linnéll 12                                               | HK Karpaty Daryna Kot 20                               | 382 toeschouwers     | 600 toeschouwers     | 58 : 55 |
| BM Bera Bera Elisabeth Pinedo 13                                          | Jomi Salerno Oxana Pavlyk 11                           | 21.11.2014 20:00 uur | 23.11.2014 18:00 uur | 57 : 39 |
| BM Bera Bera Elisabeth Pinedo 13                                          | Jomi Salerno Oxana Pavlyk 11                           | 29 : 19 (14 : 07)    | 28 : 20 (15 : 07)    | 57 : 39 |
| BM Bera Bera Elisabeth Pinedo 13                                          | Jomi Salerno Oxana Pavlyk 11                           | 300 toeschouwers     | 350 toeschouwers     | 57 : 39 |
| Team Tvis Holstebro Kristina Kristiansen 20                               | HB Dudelange Joy Wirtz 9                               | 15.11.2014 20:00 uur | 16.11.2014 17:30 uur | 95 : 37 |
| Team Tvis Holstebro Kristina Kristiansen 20                               | HB Dudelange Joy Wirtz 9                               | 45 : 18 (20 : 08)    | 50 : 19 (28 : 08)    | 95 : 37 |
| Team Tvis Holstebro Kristina Kristiansen 20                               | HB Dudelange Joy Wirtz 9                               | 250 toeschouwers     | 300 toeschouwers     | 95 : 37 |
| Buxtehuder SV Emily Bölk 15                                               | Succes Schoonmaak / VOC Amsterdam Charris Rozemalen 15 | 15.11.2014 16:00 uur | 22.11.2014 19:30 uur | 64 : 49 |
| Buxtehuder SV Emily Bölk 15                                               | Succes Schoonmaak / VOC Amsterdam Charris Rozemalen 15 | 32 : 25 (15 : 14)    | 32 : 24 (15 : 14)    | 64 : 49 |
| Buxtehuder SV Emily Bölk 15                                               | Succes Schoonmaak / VOC Amsterdam Charris Rozemalen 15 | 1.600 toeschouwers   | 700 toeschouwers     | 64 : 49 |
| TSV Bayer 04 Leverkusen Kim Naidzinavicius 16                             | KGHM Metraco Zagłębie Lubin Joanna Obrusiewicz 17      | 16.11.2014 16:00 uur | 23.11.2014 18:00 uur | 58 : 52 |
| TSV Bayer 04 Leverkusen Kim Naidzinavicius 16                             | KGHM Metraco Zagłębie Lubin Joanna Obrusiewicz 17      | 30 : 23 (13 : 08)    | 28 : 29 (13 : 16)    | 58 : 52 |
| TSV Bayer 04 Leverkusen Kim Naidzinavicius 16                             | KGHM Metraco Zagłębie Lubin Joanna Obrusiewicz 17      | 650 toeschouwers     | 2.000 toeschouwers   | 58 : 52 |
| Dunaújvárosi Kohász Kézilabda Akadémia Krisztina Triscsuk, Anita Bulath 8 | ŽRK Vardar Teodora Keramicieva 15                      | 15.11.2014 18:00 uur | 23.11.2014 17:00 uur | 58 : 35 |
| Dunaújvárosi Kohász Kézilabda Akadémia Krisztina Triscsuk, Anita Bulath 8 | ŽRK Vardar Teodora Keramicieva 15                      | 28 : 20 (13 : 09)    | 30 : 15 (13 : 06)    | 58 : 35 |
| Dunaújvárosi Kohász Kézilabda Akadémia Krisztina Triscsuk, Anita Bulath 8 | ŽRK Vardar Teodora Keramicieva 15                      | 600 toeschouwers     | 500 toeschouwers     | 58 : 35 |
| IUVENTA Michalovce Tetyana Trehubova 14                                   | ASC Corona 2010 Brașov Aurelia Brădeanu 13             | 15.11.2014 17:30 uur | 23.11.2014 18:00 uur | 55 : 65 |
| IUVENTA Michalovce Tetyana Trehubova 14                                   | ASC Corona 2010 Brașov Aurelia Brădeanu 13             | 28 : 31 (16 : 18)    | 27 : 34 (12 : 18)    | 55 : 65 |
| IUVENTA Michalovce Tetyana Trehubova 14                                   | ASC Corona 2010 Brașov Aurelia Brădeanu 13             | 1.800 toeschouwers   | 1.000 toeschouwers   | 55 : 65 |
| O.F.N. Ionias Lamprini Tsakalou 17                                        | GK Astrachanotschka Karyna Yezhykava 20                | 15.11.2014 19:00 uur | 22.11.2014 18:00 uur | 50 : 71 |
| O.F.N. Ionias Lamprini Tsakalou 17                                        | GK Astrachanotschka Karyna Yezhykava 20                | 28 : 27 (15 : 12)    | 22 : 44 (08 : 22)    | 50 : 71 |
| O.F.N. Ionias Lamprini Tsakalou 17                                        | GK Astrachanotschka Karyna Yezhykava 20                | 250 toeschouwers     | 1.750 toeschouwers   | 50 : 71 |
| RK GEN-I Zagorje Ivana Ljubas 16                                          | Team Esbjerg Susanne Forslund 11                       | 15.11.2014 19:00 uur | 23.11.2014 13:00 uur | 48 : 68 |
| RK GEN-I Zagorje Ivana Ljubas 16                                          | Team Esbjerg Susanne Forslund 11                       | 22 : 33 (07 : 19)    | 26 : 35 (11 : 21)    | 48 : 68 |
| RK GEN-I Zagorje Ivana Ljubas 16                                          | Team Esbjerg Susanne Forslund 11                       | 350 toeschouwers     | 850 toeschouwers     | 48 : 68 |
| LUGI HF Emelie Westberg, Amanda Åkerman 9                                 | Rocasa Ace Gran Canaria Maria Lujan Suarez 15          | 16.11.2014 17:00 uur | 23.11.2014 13:00 uur | 47 : 53 |
| LUGI HF Emelie Westberg, Amanda Åkerman 9                                 | Rocasa Ace Gran Canaria Maria Lujan Suarez 15          | 24 : 28 (10 : 13)    | 23 : 25 (09 : 08)    | 47 : 53 |
| LUGI HF Emelie Westberg, Amanda Åkerman 9                                 | Rocasa Ace Gran Canaria Maria Lujan Suarez 15          | 455 toeschouwers     | 600 toeschouwers     | 47 : 53 |
| Fémina Visé Kristien Leonaers, Annelies Penders 7                         | Muratpaşa Belediyesi SK Diqdem Hosgör, Olha Laiuk 11   | 22.11.2014 18:00 uur | 23.11.2014 14:00 uur | 41 : 62 |
| Fémina Visé Kristien Leonaers, Annelies Penders 7                         | Muratpaşa Belediyesi SK Diqdem Hosgör, Olha Laiuk 11   | 20 : 37 (08 : 19)    | 21 : 25 (09 : 14)    | 41 : 62 |
| Fémina Visé Kristien Leonaers, Annelies Penders 7                         | Muratpaşa Belediyesi SK Diqdem Hosgör, Olha Laiuk 11   | 700 toeschouwers     | 500 toeschouwers     | 41 : 62 |
| Issy Paris Hand Stine Bredal Oftedal 13                                   | Ankara Yenimahalle BSK Yeliz Özel 11                   | 15.11.2014 20:30 uur | 23.11.2014 15:00 uur | 48 : 46 |
| Issy Paris Hand Stine Bredal Oftedal 13                                   | Ankara Yenimahalle BSK Yeliz Özel 11                   | 26 : 23 (12 : 13)    | 22 : 23 (15 : 11)    | 48 : 46 |
| Issy Paris Hand Stine Bredal Oftedal 13                                   | Ankara Yenimahalle BSK Yeliz Özel 11                   | 1.500 toeschouwers   | 1.150 toeschouwers   | 48 : 46 |
| GK Rostov aan de Don Anna Punko, Julija Manaharowa 10                     | DHK Baník Most Simona Szarková 11                      | 15.11.2014 17:00 uur | 22.11.2014 18:00 uur | 48 : 41 |
| GK Rostov aan de Don Anna Punko, Julija Manaharowa 10                     | DHK Baník Most Simona Szarková 11                      | 26 : 21 (14 : 10)    | 22 : 20 (09 : 08)    | 48 : 41 |
| GK Rostov aan de Don Anna Punko, Julija Manaharowa 10                     | DHK Baník Most Simona Szarková 11                      | 2.500 toeschouwers   | 1.250 toeschouwers   | 48 : 41 |
| Alavarium / Love Tiles Mariana Ferreira Lopes 14                          | HC Dunărea Brăila Alina Czeczi 14                      | 22.11.2014 11:00 uur | 23.11.2014 11:00 uur | 43 : 74 |
| Alavarium / Love Tiles Mariana Ferreira Lopes 14                          | HC Dunărea Brăila Alina Czeczi 14                      | 21 : 40 (13 : 20)    | 22 : 34 (10 : 21)    | 43 : 74 |
| Alavarium / Love Tiles Mariana Ferreira Lopes 14                          | HC Dunărea Brăila Alina Czeczi 14                      | 750 toeschouwers     | 450 toeschouwers     | 43 : 74 |
| Lada Toljatti Irina Blisnowa 10                                           | Stabæk Håndball Line Bjørnsen, Kristiane Stormoen 12   | 15.11.2014 16:00 uur | 16.11.2014 14:00 uur | 69 : 52 |
| Lada Toljatti Irina Blisnowa 10                                           | Stabæk Håndball Line Bjørnsen, Kristiane Stormoen 12   | 37 : 29 (21 : 10)    | 32 : 23 (17 : 09)    | 69 : 52 |
| Lada Toljatti Irina Blisnowa 10                                           | Stabæk Håndball Line Bjørnsen, Kristiane Stormoen 12   | 2.600 toeschouwers   | 2.500 toeschouwers   | 69 : 52 |

## Achtste finale
In de achtste finales namen de winnaars van de 3e ronde deel.

De loting van de achtste finales vonden plaats op 25 november 2014 in Wenen.

De heenwedstrijden vonden plaats op 7-8 februari 2015. De returnwedstrijden vonden plaats op 14-15 februari 2015.

### Gekwalificeerde teams
| - Team Esbjerg - Team Tvis Holstebro - Buxtehuder SV - TSV Bayer 04 Leverkusen - Issy Paris Hand - HC Dunărea Brăila - ASC Corona 2010 Brașov - GK Astrachanotschka | - GK Rostov aan de Don - Lada Toljatti - BM Bera Bera - Rocasa Ace Gran Canaria - H 65 Höör - Muratpaşa Belediyesi SK - Dunaújvárosi Kohász Kézilabda Akadémia - Érdi VSE |

### Uitslagen
| Team 1                                                    | Team 2                                                 | Heenwedstrijd        | Returnwedstrijd      | Totaal  |
| --------------------------------------------------------- | ------------------------------------------------------ | -------------------- | -------------------- | ------- |
| TSV Bayer 04 Leverkusen Kim Naidzinavicius 21             | Buxtehuder SV Jessica Oldenburg 18                     | 08.02.2015 16:00 uur | 14.02.2015 16:00 uur | 60 : 63 |
| TSV Bayer 04 Leverkusen Kim Naidzinavicius 21             | Buxtehuder SV Jessica Oldenburg 18                     | 31 : 29 (15 : 15)    | 29 : 34 (16 : 16)    | 60 : 63 |
| TSV Bayer 04 Leverkusen Kim Naidzinavicius 21             | Buxtehuder SV Jessica Oldenburg 18                     | 700 toeschouwers     | 1.550 toeschouwers   | 60 : 63 |
| H 65 Höör Jasmina Đapanović 13                            | Team Esbjerg Estavana Polman 11                        | 07.02.2015 14:00 uur | 15.02.2015 13:00 uur | 53 : 66 |
| H 65 Höör Jasmina Đapanović 13                            | Team Esbjerg Estavana Polman 11                        | 25 : 33 (12 : 14)    | 28 : 33 (14 : 18)    | 53 : 66 |
| H 65 Höör Jasmina Đapanović 13                            | Team Esbjerg Estavana Polman 11                        | 643 toeschouwers     | 912 toeschouwers     | 53 : 66 |
| GK Rostov aan de Don Jekaterina Iljina 12                 | Dunaújvárosi Kohász Kézilabda Akadémia Anita Bulath 10 | 08.02.2015 17:00 uur | 15.02.2015 18:00 uur | 57 : 47 |
| GK Rostov aan de Don Jekaterina Iljina 12                 | Dunaújvárosi Kohász Kézilabda Akadémia Anita Bulath 10 | 28 : 19 (14 : 08)    | 29 : 28 (16 : 14)    | 57 : 47 |
| GK Rostov aan de Don Jekaterina Iljina 12                 | Dunaújvárosi Kohász Kézilabda Akadémia Anita Bulath 10 | 3.000 toeschouwers   | 800 toeschouwers     | 57 : 47 |
| Érdi VSE Kinga Klivinyi 14                                | Rocasa Ace Gran Canaria Maria Lujan Suarez 11          | 14.02.2015 16:00 uur | 15.02.2015 15:00 uur | 61 : 45 |
| Érdi VSE Kinga Klivinyi 14                                | Rocasa Ace Gran Canaria Maria Lujan Suarez 11          | 30 : 22 (14 : 13)    | 31 : 23 (19 : 12)    | 61 : 45 |
| Érdi VSE Kinga Klivinyi 14                                | Rocasa Ace Gran Canaria Maria Lujan Suarez 11          | 1.500 toeschouwers   | 1.200 toeschouwers   | 61 : 45 |
| GK Astrachanotschka Karyna Yezhykava 17                   | ASC Corona 2010 Brașov Florina Cristina Zamfir 16      | 07.02.2015 18:00 uur | 15.02.2015 18:00 uur | 58 : 51 |
| GK Astrachanotschka Karyna Yezhykava 17                   | ASC Corona 2010 Brașov Florina Cristina Zamfir 16      | 36 : 25 (18 : 15)    | 22 : 26 (17 : 12)    | 58 : 51 |
| GK Astrachanotschka Karyna Yezhykava 17                   | ASC Corona 2010 Brașov Florina Cristina Zamfir 16      | 3.500 toeschouwers   | 1.300 toeschouwers   | 58 : 51 |
| Team Tvis Holstebro Jamina Roberts, Ann Grete Nørgaard 15 | Lada Toljatti Polina Gorschkowa 15                     | 07.02.2015 16:00 uur | 08.02.2015 16:00 uur | 64 : 59 |
| Team Tvis Holstebro Jamina Roberts, Ann Grete Nørgaard 15 | Lada Toljatti Polina Gorschkowa 15                     | 32 : 29 (16 : 13)    | 32 : 30 (15 : 15)    | 64 : 59 |
| Team Tvis Holstebro Jamina Roberts, Ann Grete Nørgaard 15 | Lada Toljatti Polina Gorschkowa 15                     | 2.700 toeschouwers   | 2.700 toeschouwers   | 64 : 59 |
| BM Bera Bera Matxalen Ziarsolo Areitioaurtena 14          | Muratpaşa Belediyesi SK Olha Laiuk 15                  | 08.02.2015 12:15 uur | 14.02.2015 14:00 uur | 57 : 59 |
| BM Bera Bera Matxalen Ziarsolo Areitioaurtena 14          | Muratpaşa Belediyesi SK Olha Laiuk 15                  | 30 : 30 (15 : 15)    | 27 : 29 (12 : 12)    | 57 : 59 |
| BM Bera Bera Matxalen Ziarsolo Areitioaurtena 14          | Muratpaşa Belediyesi SK Olha Laiuk 15                  | 700 toeschouwers     | 1.200 toeschouwers   | 57 : 59 |
| Issy Paris Hand Stine Bredal Oftedal 15                   | HC Dunărea Brăila Ada Emilia Moldovan 16               | 14.02.2015 19:00 uur | 15.02.2015 17:00 uur | 54 : 51 |
| Issy Paris Hand Stine Bredal Oftedal 15                   | HC Dunărea Brăila Ada Emilia Moldovan 16               | 30 : 26 (16 : 11)    | 24 : 25 (13 : 10)    | 54 : 51 |
| Issy Paris Hand Stine Bredal Oftedal 15                   | HC Dunărea Brăila Ada Emilia Moldovan 16               | 650 toeschouwers     | 750 toeschouwers     | 54 : 51 |

## Kwartfinale
Aan de kwartfinale namen de winnaars uit de achtste finale deel. De loting vond op 17 februari 2015 plaats in Wenen.

### Gekwalificeerde teams
| - Team Esbjerg - Team Tvis Holstebro - Issy Paris Hand - Buxtehuder SV - Érdi VSE - GK Astrachanotschka - GK Rostov aan de Don - Muratpaşa Belediyesi SK |

### Uitslagen
| Team 1                                    | Team 2                                   | Heenwedstrijd        | Returnwedstrijd      | Totaal  |
| ----------------------------------------- | ---------------------------------------- | -------------------- | -------------------- | ------- |
| Érdi VSE Anna Kovács 13                   | Team Esbjerg Ida Bjørndalen 7            | 08.03.2015 16:00 uur | 15.03.2015 19:30 uur | 57 : 48 |
| Érdi VSE Anna Kovács 13                   | Team Esbjerg Ida Bjørndalen 7            | 28 : 20 (14 : 13)    | 29 : 28 (12 : 12)    | 57 : 48 |
| Érdi VSE Anna Kovács 13                   | Team Esbjerg Ida Bjørndalen 7            | 1.500 toeschouwers   | 850 toeschouwers     | 57 : 48 |
| Buxtehuder SV Ulrika Ågren 9              | Muratpaşa Belediyesi SK Diqdem Hosgör 14 | 08.03.2015 15:00 uur | 14.03.2015 15:00 uur | 49 : 53 |
| Buxtehuder SV Ulrika Ågren 9              | Muratpaşa Belediyesi SK Diqdem Hosgör 14 | 31 : 25 (13 : 14)    | 18 : 28 (06 : 16)    | 49 : 53 |
| Buxtehuder SV Ulrika Ågren 9              | Muratpaşa Belediyesi SK Diqdem Hosgör 14 | 1.200 toeschouwers   | 800 toeschouwers     | 49 : 53 |
| Team Tvis Holstebro Ann Grete Nørgaard 16 | Issy Paris Hand Stine Bredal Oftedal 14  | 08.03.2015 20:00 uur | 13.03.2015 20:00 uur | 60 : 59 |
| Team Tvis Holstebro Ann Grete Nørgaard 16 | Issy Paris Hand Stine Bredal Oftedal 14  | 40 : 27 (19 : 15)    | 20 : 32 (10 : 17)    | 60 : 59 |
| Team Tvis Holstebro Ann Grete Nørgaard 16 | Issy Paris Hand Stine Bredal Oftedal 14  | 917 toeschouwers     | 1.700 toeschouwers   | 60 : 59 |
| GK Rostov aan de Don Jekaterina Iljina 14 | GK Astrachanotschka Karyna Yezhykava 13  | 07.03.2015 17:00 uur | 14.03.2015 17:00 uur | 64 : 35 |
| GK Rostov aan de Don Jekaterina Iljina 14 | GK Astrachanotschka Karyna Yezhykava 13  | 37 : 19 (23 : 09)    | 27 : 16 (18 : 09)    | 64 : 35 |
| GK Rostov aan de Don Jekaterina Iljina 14 | GK Astrachanotschka Karyna Yezhykava 13  | 2.800 toeschouwers   | 2.500 toeschouwers   | 64 : 35 |

## Halve finale
De loting van de halve finales vond plaats op 17 februari 2015 in Wenen. De heenwedstrijden vonden plaats op 4-5 april 2015. De returnwedstrijden vonden plaats op 11-12 april 2015.

### Uitslagen
| Team 1                                | Team 2                                                          | Heenwedstrijd        | Returnwedstrijd      | Totaal  |
| ------------------------------------- | --------------------------------------------------------------- | -------------------- | -------------------- | ------- |
| Muratpaşa Belediyesi SK Olha Laiuk 10 | Team Tvis Holstebro Nathalie Hagman 15                          | 04.04.2015 14:00 uur | 12.04.2015 13:00 uur | 49 : 67 |
| Muratpaşa Belediyesi SK Olha Laiuk 10 | Team Tvis Holstebro Nathalie Hagman 15                          | 25 : 38 (14 : 18)    | 24 : 29 (11 : 11)    | 49 : 67 |
| Muratpaşa Belediyesi SK Olha Laiuk 10 | Team Tvis Holstebro Nathalie Hagman 15                          | 2.000 toeschouwers   | 1.077 toeschouwers   | 49 : 67 |
| Érdi VSE Kinga Klivinyi 13            | GK Rostov aan de Don Julija Manaharowa, Jekaterina Iljina je 13 | 05.04.2015 16:30 uur | 11.04.2015 17:00 uur | 52 : 60 |
| Érdi VSE Kinga Klivinyi 13            | GK Rostov aan de Don Julija Manaharowa, Jekaterina Iljina je 13 | 24 : 28 (13 : 15)    | 28 : 32 (15 : 13)    | 52 : 60 |
| Érdi VSE Kinga Klivinyi 13            | GK Rostov aan de Don Julija Manaharowa, Jekaterina Iljina je 13 | 2.200 toeschouwers   | 2.500 toeschouwers   | 52 : 60 |

## Finale
De heenwedstrijd vond plaats op 3 mei 2015. De returnwedstrijd vond op 9 mei 2015 plaats.

### Uitslagen
| Team 1              | Team 2               | Heenwedstrijd      | Returnwedstrijd    | Totaal  |
| ------------------- | -------------------- | ------------------ | ------------------ | ------- |
| Team Tvis Holstebro | GK Rostov aan de Don | 03.05.15 16:50 uur | 09.05.15 13:00 uur | 55 : 53 |
| Team Tvis Holstebro | GK Rostov aan de Don | 33 : 20 (12 : 12)  | 22 : 33 (11 : 17)  | 55 : 53 |

### Heenwedstrijd
Team Tvis Holstebro - GK Rostov aan de Don  33 : 20 (12 : 12)
3 mei 2015 in Holstebro, Gråkjær Arena, 1.389 toeschouwers, wedstrijdverslag
Team Tvis Holstebro: Zolberg, Vium – Hagman (15), Nørgaard (5), Roberts  (5), Kristiansen (3), Møller    (3), Andersen (1), Blohm   (1), Dragojevic, Hald, Hansen, Mikkelsen, Nielsen, Pedersen, Zonne
GK Rostow am Don: Gabissowa, Barjaktarović – Iljina (6), Bobrownikowa (5), Schimkute    (5), Petrowa (2), Borschtschenko (1), Manaharowa  (1), Artamonowa, Awdekowa  , Bulatović, Perederyj, Punko, Sliwinskaja  , Stepanowa, Switanko
Scheidsrechter:  Saša Pandžić en Boris Šatordžija

### Returnwedstrijd
GK Rostov aan de Don - Team Tvis Holstebro  33 : 22 (17 : 11)
9 mei 2015 in Rostov aan de Don, Dworez Sporta, 3.000 toeschouwers, wedstrijdverslag
GK Rostow am Don: Gabissowa, Barjaktarović – Manaharowa   (9), Schimkute (7), Iljina (5), Petrowa   (3), Bobrownikowa  (2), Borschtschenko (2), Bulatović (2), Sliwinskaja (2), Awdekowa (1), Artamonowa, Perederyj, Punko, Stepanowa, Switanko
Team Tvis Holstebro: Zolberg, Vium – Hagman (8), Roberts  (5), Kristiansen    (3), Møller (3), Nørgaard  (2), Andersen (1), Blohm  , Dragojevic, Hald, Nielsen, Pedersen
Scheidsrechters:  Shlomo Cohen en Yoram Peretz

## Statistieken

### Topscorerslijst
| Nr. | Land                | Speler               | Pos. | Vereniging           | Sp. | Goals | Gem. |
| --- | ------------------- | -------------------- | ---- | -------------------- | --- | ----- | ---- |
| 1.  | Vlag van Zweden     | Nathalie Hagman      | (RR) | Team Tvis Holstebro  | 10  | 73    | 7,30 |
| 2.  | Vlag van Rusland    | Jekaterina Iljina    | (RL) | GK Rostov aan de Don | 10  | 56    | 5,60 |
| 3.  | Vlag van Denemarken | Kristina Kristiansen | (RM) | Team Tvis Holstebro  | 10  | 54    | 5,40 |

## Weblinks
- EHF Cup op de officiële website van de EHF (Engels)